# Herbert Friedrich
Herbert Friedrich (* 7. August 1926 in Zschachwitz) ist ein deutscher Schriftsteller, Drehbuchautor und Lehrer.

## Leben
Herbert Friedrich ist als Kinder- und Jugendbuchautor, auch als Hörspielautor und Erzähler in der DDR bekannt geworden.
Als Sohn eines Asbestwebers besuchte Herbert Friedrich nach der Volksschule in Dresden von 1941 bis 1944 die Lehrerbildungsanstalt in Frankenberg. Ab 1944 Wehrmachtssoldat, war er von 1945 bis 1949 in sowjetischer Kriegsgefangenschaft in Mittelasien. 1950 war er zunächst Hilfsarbeiter, dann Lehrer in Lohmen/Pirna und in Dresden. 1957 legte er das Staatsexamen ab und studierte von 1958 bis 1961 am Literaturinstitut „Johannes R. Becher“ in Leipzig. Seit 1961 arbeitet Friedrich als freischaffender Schriftsteller in Dresden. Er erhielt 1966 den Martin-Andersen-Nexö-Kunstpreis der Stadt Dresden und 1973 den Alex-Wedding-Preis.

## Werke
- Der Flüchtling (1958)
- Katharinchen (1961)
- Die Fahrt nach Dobrina (1961)
- Assad und die brennenden Steine (1961)
- Wassermärchen (1962), Die kleinen Trompeterbücher, Bd. 12
- Die Geschichte von Pauls tapferer Kutsche (1962), Die kleinen Trompeterbücher, Bd. 22
- Die Reise nach dem Rosenstern (1963)
- Hugos Wostok (1964), Die kleinen Trompeterbücher, Bd. 46
- Der Damm gegen das Eis (1964)
- Der große und der kleine Olaf (1965)
- Radsaison (1966)
- Rentiere in Not (1966)
- Paule Rennrad (1966)
- Die Eissee (1968)
- 7 Jahre eines Rennfahrers (1971) (Roman über das Leben des von der Gestapo ermordeten Radrennfahrers Albert Richter)
- Krawitter Krawatter, das Minchen, das Stinchen (1973)
- Dorado oder unbekanntes Südland (1974)
- Tandem mit Kettmann (1976)
- Im Eis (1976)
- In des Teufels Küche und andere Erzählungen (1978)
- Krawitter Krawatter, die Kiste, die Mäuse (1980)
- Der Vogel Eeme (1982)
- Krawitter, Krawatter, das Stinchen, das Minchen und nun noch Berlin (1983)
- Sohn des Apollon. Ein Spartacus-Buch. Historischer Roman. (1983)
- Krawitter, Krawatter, der Kuckuck, das Kücken (1985)
- Der Fürst des Regens und die schöne Prinzessin. Märchen. (1986)
- Caspar David Friedrich. Seine Landschaft seine Liebe, sein Leben. Biographie. (1990)
- Krawitter, Krawatter, der Zirkus Karotti (1990, 2015)
- Krawitter, Krawatter, das Minchen, das Stinken. Vier Geschichten aus dem Lande Muck (2014)
- Der Tod des Weltmeisters (2015)
- Die Reise in das Land Kluwung (2021)

## Hörspiele
- 1970: Radsaison – Regie: Maritta Hübner (Kinderhörspiel – Rundfunk der DDR)